# David Leo García
David Leovigildo García Gil (Málaga, 31 de agosto de 1988), conocido como David Leo García o simplemente David Leo, es un poeta, filólogo y colaborador de televisión español. En 2006 fue galardonado con el Premio Hiperión por su obra Urbi et orbi, convirtiéndose en el autor más joven hasta ese momento en ganar dicho certamen. Habitual participante en concursos televisivos, alcanzó una considerable popularidad en España por conseguir en octubre de 2016 la remuneración económica más alta hasta esa fecha en Pasapalabra.

## Trayectoria literaria
David Leo García es licenciado en Filología hispánica. A los 17 años obtuvo el Premio Hiperión de poesía por Urbi et orbi (Hiperión, 2006) ex aequo con Ben Clark, siendo el premiado más joven de la historia del galardón. Se trata de un poemario de índole clásica a nivel formal, empleando rima consonante y estructuras tradicionales como el soneto. Algunas de las influencias reconocibles en este libro son las de César Vallejo, Fernando Pessoa, Walt Whitman y Vicente Aleixandre.
Durante el curso 2007-2008 fue becado en la Fundación Antonio Gala de Córdoba. Sus poemas aparecieron en numerosas antologías, siendo las más relevantes por su repercusión La inteligencia y el hacha (Visor, 2010, edición de Luis Antonio de Villena) y Tenían veinte años y estaban locos (La Bella Varsovia, 2011, edición de Luna Miguel).
En 2011 consiguió el XXIII Premio de Poesía Cáceres Patrimonio de la Humanidad por su segundo libro, Dime qué (DVD, 2011; reeditado en RIL Editores, 2018). En esta obra se produjo un salto estilístico respecto a su ópera prima, mediante una combinación de lenguaje lírico e hiperrealismo conversacional, en busca de una «deconstrucción del discurso poético convencional», en palabras de Jorge Díaz Martínez.
Este cuestionamiento del poder comunicativo de las palabras se convierte en el principal tema del siguiente libro de García, Nueve meses sin lenguaje (Ultramarinos, 2018), publicado siete años después, mediante referencias a la neurolingüística (la afasia o las áreas de Wernicke y de Broca son mencionadas en los poemas) y una prosodia entrecortada y sentenciosa no exenta de humor. El crítico Vicente Luis Mora ha analizado los textos de este volumen como ejemplos de una vertiente contraria al esencialismo lingüístico en la poesía española contemporánea.

## Participaciones en televisión
Después de alcanzar la categoría de «magnífico» en el veterano programa de TVE Saber y ganar en 2013, y participar en otros concursos como Avanti y Gran Slam, David Leo García consiguió una de las mayores proezas de la historia de la televisión española al conseguir un premio de 1.866.000 euros en Pasapalabra en 2016, el más cuantioso otorgado por un formato de Mediaset hasta esa fecha, tras competir en 109 entregas con un índice de 103 victorias, 5 empates y una sola derrota.
De enero de 2021 hasta junio de 2023 estuvo en la plantilla de la cuarta temporada del concurso El cazador, emitido en La 1. En junio de 2023 fue acusado de un delito de lesiones físicas y otro de vejaciones contra su expareja y la Fiscalía solicitó un año de prisión . Debido a estos hechos TVE decidió que no emitiría las entregas ya grabadas de ‘El Cazador’ donde aparecía el malagueño y le retiró del programa indefinidamente, siendo sustituido por Orestes Barbero. 

## Controversia judicial y absolución
En mayo de 2025, la Audiencia Provincial de Málaga ratificó la sentencia absolutoria dictada en abril de 2024 por el Juzgado de lo Penal número 12 de Málaga, exonerando a David Leo García de los delitos de lesiones físicas y vejaciones injustas por los que había sido acusado en junio de 2023. La denuncia, interpuesta por su expareja, alegaba agresiones ocurridas durante un viaje en febrero de 2023 en hoteles de Valencia y Santiago de Compostela.
Durante el proceso judicial, la Fiscalía solicitaba para García una pena de un año de prisión, una multa de 400 euros y una indemnización de 9.316 euros por la baja laboral de la denunciante. La defensa, encabezada por la abogada Julia Soria Montañez, argumentó que los hechos relatados eran "contradictorios, intencionadamente tergiversados, inverosímiles y algunos directamente imposibles", sugiriendo posibles motivaciones espurias por parte de la denunciante.
La sentencia de la Audiencia Provincial destacó que no se apreciaron errores en la valoración de las pruebas ni en la aplicación de la norma que justificaran su anulación, y subrayó que la combinación de la prueba documental y personal no generaba ninguna certidumbre que enervara el principio de presunción de inocencia.
Tras conocerse la denuncia en junio de 2023, David Leo García decidió apartarse voluntariamente del programa 'El Cazador' para no interferir en el proceso judicial. Televisión Española respaldó su decisión y optó por no emitir las entregas ya grabadas en las que aparecía el concursante.

## Obra

### Libros de poemas
- Urbi et orbi (Hiperión, 2006).
- Dime qué (DVD, 2011; reeditado en RIL, 2018).
- Nueve meses sin lenguaje (Ultramarinos, 2018).

### Antologías y publicaciones colectivas
- Frontera Sur. Antología de jóvenes poetas malagueños (Diputación Provincial de Málaga, 2007).
- Aquí y ahora. Voces de poesía (Igriega Movimiento Cultural, 2008).
- La inteligencia y el hacha (Visor, 2010).
- No sabe andar despacio. Jóvenes poetas sobre Miguel Hernández (Diputación de Málaga, 2010).
- Y para qué + poetas. Herederos y precursores (Eppur, 2010).
- Tenían veinte años y estaban locos (La Bella Varsovia, 2011).
- La vida por delante. Antología de jóvenes poetas andaluces (Ediciones En Huida, 2012).
- Con&Versos, poetas andaluces para el siglo XXI ( Isla de Sistolá, 2014).
- Voz vértebra. Antología de poesía futura (Kriller71, 2017).
- La poesía más joven. Volumen I (Fundación Málaga, 2018).
- Planetaria. 27 poeti dal mondo nati dopo il 1985, (Taut Editori, 2020).